# Harvard Film Archive

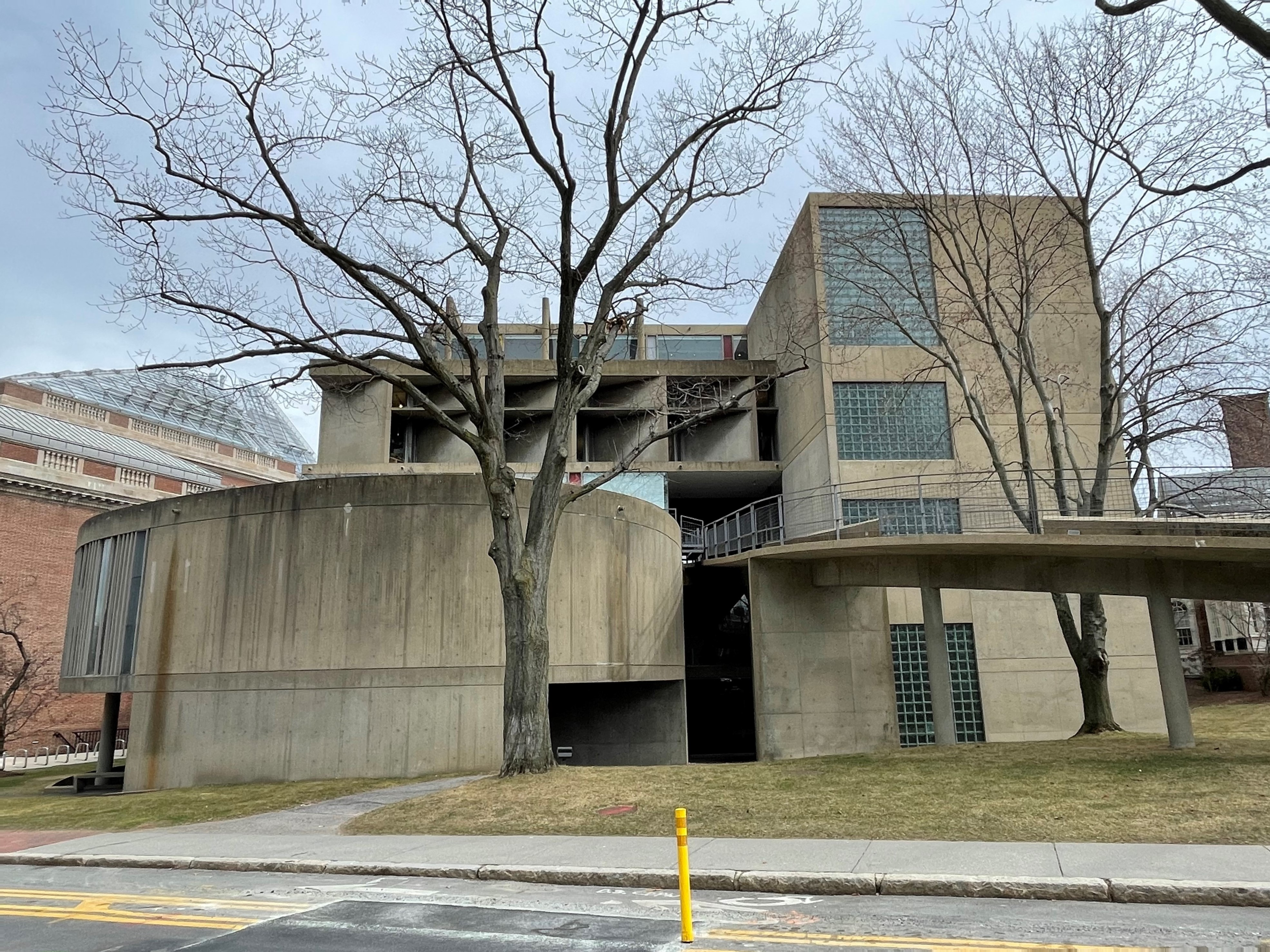
El Carpenter Center, centro donde se encuentra el Harvard Film Archive

El Harvard Film Archive (HFA) (en español: Archivo Cinematográfico de Harvard) es un archivo cinematográfico y una sala de cine situada en el Centro Carpenter de Artes Visuales de la Universidad de Harvard en Cambridge, Massachusetts. Dedicado a la recopilación, conservación y exhibición de películas, el HFA alberga una colección de más de 25.000 películas, además de vídeos, fotos, carteles y otros objetos cinematográficos de todo el mundo y de casi todos los períodos de la historia del cine. La cinemateca del HFA proyecta películas semanalmente en su sala de 188 butacas. También mantiene un centro de conservación de películas cerca de Central Square, en Cambridge. El Harvard Film Archive ganó el Premio Webby 2020 a una institución cultural en la categoría web.

## Historia
El archivo fue fundado en 1979 por Robert Gardner, Vlada K. Petric y Stanley Cavell en el Departamento de Estudios Visuales y Ambientales de Harvard, con subvenciones de la Fundación Henry Luce y el Fondo Nacional para las Humanidades. Se inauguró el 16 de marzo de 1979 con la proyección de la película muda de Ernst Lubitsch de 1925, Lady Windermere's Fan, adaptación al cine de la obra de teatro homónima de Oscar Wilde.
El primer conservador del archivo fue Vlada K. Petric, que amplió la colección y estableció las proyecciones regulares durante todo el año. Se jubiló en 1995 y en 1999 Bruce Jenkins asumió el cargo. En enero de 2005, el decano de la Facultad de Artes y Ciencias de Harvard, William C. Kirby, anunció que el archivo sería absorbido por la Harvard College Library y gestionado por la Biblioteca de Bellas Artes. Esto provocó cierta preocupación en la comunidad de Harvard sobre el futuro del archivo y su programación. Jenkins dimitió poco después del anuncio. En septiembre de 2006, el especialista en cine, Haden Guest, se convirtió en el nuevo director del archivo. Se enfrentó a la preocupación de que la absorción de los archivos en la Biblioteca afectara a sus proyecciones públicas de películas.

## Colección
La colección de películas abarca la historia del cine desde la época del cine mudo hasta la actualidad, e incluye películas de Hollywood, documentales, animación, cortometrajes, películas de serie B y largometrajes de todo el mundo. Es la mayor colección de películas de 35 mm de Nueva Inglaterra. La colección crece a una media de 15 a 20 películas al año y contiene algunas rarezas, como algunas de las únicas copias en Estados Unidos de varias películas del director serbio Dusan Makavejev. También cuenta con una amplia colección de cine alemán y el Fondo Cinematográfico de Baviera dona copias de las películas que financia. Tras la muerte del cineasta Karen Aqua, el archivo recibió más de 300 de sus obras, tanto terminadas como inacabadas.
Como archivo, la misión fundamental del mismo consiste en conservar, restaurar y exponer las copias de la colección. Da prioridad a la conservación «fotograma a fotograma» de la película para lograr mantener la autenticidad y la estética guardada en los archivos.